# ORV Sagar Kanya
L'ORV Sagar Kanya est un navire océanographique appartenant au Centre national de recherche sur l'Antarctique et les océans (NCAOR-National Centre for Polar and Ocean Research (en)) en Inde. Le navire a contribué aux études menées par l'Inde sur la mer d'Oman, le golfe du Bengale et l'océan Indien.

## Histoire
En 1983, dans le cadre d'une collaboration indo-allemande, un navire de recherche multidisciplinaire fut construit en Allemagne et livré en Inde au ministère des Sciences de la Terre (alors Département du développement des océans). Le navire est une plate-forme d'observation de l'océan polyvalente dotée d'équipements scientifiques de pointe et d'installations connexes. Le navire a été construit conformément aux exigences les plus strictes en matière de classe du "Lloyd's Register of Shipping" et du "Indian Register of Shipping". Le navire est de type diesel-électrique entièrement automatique équipé du système DP. En plus de la propulsion à double vis, deux safrans à ailettes et un propulseur d'étrave donneront au navire une excellente capacité de manœuvre.

### Note et référence
- (en) Cet article est partiellement ou en totalité issu de l’article de Wikipédia en anglais intitulé « ORV Sagar Kanya » (voir la liste des auteurs).